# Alec Burns
ÄAlec Burns (eigentlich James Alexander Burns; * 5. November 1907 in Newcastle upon Tyne; † 22. Mai 2003) war ein britischer Langstreckenläufer.
Bei den Olympischen Spielen 1932 in Los Angeles wurde er Siebter über 5000 m. 1934 gewann er für England startend Silber beim Cross der Nationen und Bronze über drei Meilen bei den British Empire Games in London. Bei den Olympischen Spielen 1936 in Berlin wurde er Fünfter über 10.000 m.
1931 wurde er Englischer Meister über vier Meilen und 1932 im Crosslauf.

## Persönliche Bestzeiten
- 5000 m: 14:56,0 min, 30. August 1931, Köln
- 10.000 m: 30:58,2 min, 2. August 1936, Berlin